# Mévouillon
Mévouillon é uma comuna francesa na região administrativa de Auvérnia-Ródano-Alpes, no departamento de Drôme. Estende-se por uma área de 29,09 km². Em 2010 a comuna tinha 242 habitantes (densidade: 8,3 hab./km²).